# جويل كوفمان
جويل كوفمان (بالإنجليزية: Joel Kauffman)‏ هو سائق سباق أمريكي، ولد في 9 ديسمبر 1985 في موريسفيل في الولايات المتحدة.

## وصلات خارجية
- جويل كوفمان على موقع Racing-Reference.info (الإنجليزية)